# After the Wedding (película de 2019)
After the Wedding es una película dramática de 2019, escrita y dirigida por Bart Freundlich. Es una nueva versión de la película de 2006 del mismo nombre de Susanne Bier. Es protagonizada por Julianne Moore, Michelle Williams, Billy Crudup y Abby Quinn.
La película tuvo su estreno mundial en el Festival de Cine de Sundance el 24 de enero de 2019, y fue estrenada en los Estados Unidos el 9 de agosto de 2019 por Sony Pictures Classics.

## Sinopsis
Isabel (Williams), cofundadora de un orfanato en el sur de la India, viaja a Nueva York para encontrarse con una posible benefactora, Theresa (Moore). A pesar de su frustración de necesitar justificar una donación caritativa, ella acepta la reunión, que se celebra el día antes de la boda de la hija de Theresa, Grace (Quinn). Más tarde se revela que Grace es la hija de Isabel por su antigua llama, el esposo de Theresa. Isabel quedó embarazada y planeó dar al niño en adopción, pero Isabel se va antes de la fecha de adopción sin informar al padre, y el padre finalmente decide quedarse con Grace. Theresa se está muriendo de leucemia y quiere que Isabel sea la figura materna de Grace. Además, Isabel solo recibirá la donación de $1 millón si reside permanentemente en Nueva York. Isabel es inesperadamente invitada a la boda, y los eventos que siguen la obligan a confrontar decisiones que tomó hace 20 años, así como a un hombre de su pasado: el esposo de Theresa (Crudup). También se revelan secretos, incluida una organización benéfica inexplicable por valor de $20 millones.

## Reparto
- Michelle Williams como Isabel.
- Julianne Moore como Theresa, esposa de Oscar y madre de Grace, millonaria y benefactora a quien Isabel debe conocer.
- Billy Crudup como Oscar, el esposo de Theresa y el padre de Grace.
- Abby Quinn como Grace, la hija de Theresa y Oscar.
- Will Chase como Frank.

## Producción
En febrero de 2018, se eligió a Julianne Moore para protagonizar una nueva versión estadounidense de la película danesa de Susanne Bier, en la que los roles principales cambiarían de hombre a mujer. Diane Kruger también fue contratada. Sin embargo, en abril de 2018, Michelle Williams reemplazó a Kruger. En mayo de 2018, Billy Crudup y Abby Quinn se unieron al elenco.
La producción principal comenzó en mayo de 2018.

## Estreno
La película tuvo su estreno mundial en el Festival de Cine de Sundance el 24 de enero de 2019. Poco después, Sony Pictures Classics adquirió los derechos de distribución de la película en Estados Unidos y seleccionó como fecha de estreno el 9 de agosto de 2019.

## Recepción
En Rotten Tomatoes, la película tiene una calificación de aprobación del 47% basada en 88 reseñas, y una calificación promedio de 5.57/10. El consenso crítico del sitio dice: "Después de que la boda se beneficie de un molde sólido y de un fuerte material fuente, sin embargo, demuestra ser tercamente resistente a la chispa de la vida emocional". En Metacritic, la película tiene una puntuación promedio ponderada de 52 sobre 100, basada revisiones de 30 críticos, que indican "revisiones mixtas o promedio".
Peter Debruge de Variety escribió: "Esta nueva versión sensible de la nominada al Oscar danés recocido por Susanne Bier ha sido sacada astutamente de un meller conducido por hombres a un escaparate emocional para Michelle Williams y Julianne Moore". Debruge elogia a la película por su sutileza, ya que "elimina todo lo excesivo, permitiendo que el subtexto aparezca en los espacios tranquilos entre el diálogo". David Rooney de The Hollywood Reporter escribió: "La nueva versión estadounidense de Bart Freundlich de la película de Bier da la vuelta al género de los personajes principales, produciendo interpretaciones previsiblemente fuertes de Julianne Moore y Michelle Williams, pero eliminando los dientes de un melodrama que se vuelve cada vez más absurdo a medida que se arrastra hacia su conclusión llorosa. Richard Roeper, del Chicago Sun-Times, le dio a la película 2 de 4, y escribió: "Es un drama taciturno, lento y desagradable, en el que incluso los momentos alegres parecen frágiles y cubiertos de melancolía". David Fear, de Rolling Stone, le dio a la película una crítica mixta, pero elogió a Williams: "Este es el centro de atención de Williams, y vale la pena analizar algunos de los aspectos más jabonosos a más fangosos para verla manejar su oficio".